# Scenopinus oldenbergi
Scenopinus oldenbergi är en tvåvingeart som först beskrevs av Krober 1913.  Scenopinus oldenbergi ingår i släktet Scenopinus och familjen fönsterflugor. Inga underarter finns listade i Catalogue of Life.